# Зелепукин, Максим Игоревич
Максим Игоревич Зелепукин (род. 7 мая 1979, Комсомольск-на-Амуре, Хабаровский край) — российский футболист, полузащитник.
Начинал играть в московских любительских клубах «МГДТД и Ю-ГРОС» (1997), «Спутник» Зеленоград (1997), «Монолит» (1999), «Крылья Советов». Профессиональную карьеру начал в 2000 году, когда провёл пять матчей в чемпионате Литвы за «Атлантас» Клайпеда. Вернувшись в Россию, играл за команды второго (2000, 2001—2002, 2004, 2005, 2006) и первого (2003, 2004, 2005) дивизионов «Динамо» Брянск (2000), дубль новороссийского «Черноморца» (2001), «Титан» Реутов (2001), «Балтика» Калининград (2002), «Краснознаменск» (2002), «Химки-2» (2003, ЛФЛ), «Кристалл» Смоленск (2003), «Алмаз» Москва (2004), «Уралан» Элиста (2004), «Петротрест» СПб (2005), «Волочанин-Ратмир» Вышний Волочёк (2005), «Рязань-Агрокомплект» (2006).